# برای بهتر، برای بدتر
برای بهتر، برای بدتر (به انگلیسی: For Better, For Worse) یک فیلم انگلیسی کمدی محصول سال ۱۹۵۴ میلادی به کارگردانی جی. لی تامپسون. این فیلم براساس نمایشنامه آرتور واتکین ساخته شده‌است.

## بازیگران
- درک بوگارد در نقش تونی هوارد
- سوزان استیون در نقش آن پوروث
- سسیل پارکر در نقش پدر آن
- آیلین هرلی در نقش مادر آن
- آتنه سیلر در نقش خانم ماینبراسی
- دنیس پرایس در نقش دبنهام
- پیا تری در نقش خانم دبنهام
- جیمز هایتر در نقش لوله‌کش
- تورا هیرد در نقش خانم دویل
- جورج وودبریج در نقش آلف
- چارلز ویکتور در نقش فرد
- سید جیمز در نقش پیشگام
- پیتر جونز در نقش فروشنده اتومبیل
- ادوین استایلز در نقش رئیس آن[۴]